# ديفيد جروندين
ديفيد جروندين (8 مايو 1980 في فرنسا - ) (بالفرنسية: David Grondin)‏ هو لاعب كرة قدم فرنسي في مركز الوسط. لعب مع دونفرملين أثلتيك وكيه في ميخيلين ونادي أرسنال ونادي بروكسل ونادي بريست ونادي سانت إتيان ونادي كان ونادي موسكرون ونادي مونز وبيفيرين.

## وصلات خارجية
- ديفيد جروندين على موقع قاعدة بيانات كرة القدم.إي يو (الإنجليزية)
- ديفيد جروندين على موقع ليكيب (الفرنسية)
- ديفيد جروندين على موقع Soccerbase.com (لاعب) (الإنجليزية)
- ديفيد جروندين على موقع عالم كرة القدم.نت (الإنجليزية)